# Skorovoti
Skorovoti – wieś położona w południowo-wschodniej części Albanii w gminie Mollas. Wieś znajduje się 128 kilometrów od stolicy państwa, Tirany.